# Москверо бурий
Москве́ро бурий (Cnemotriccus fuscatus) — вид горобцеподібних птахів родини тиранових (Tyrannidae). Мешкає в Південній Америці. Це єдиний представник монотипового роду Бурий москверо (Cnemotriccus).

## Опис
Довжина птаха становить 14,5 см, враховуючи довгий хвіст, вага 11,9 г. Верхня частина тіла коричнева, крила темно-коричневі. На крилах дві світло-кремові смуги, над очима світлі "брови". Груди сірувато-коричневі. живіт жовтуватий. Дзьоб чорний. Виду не притаманний статевий диморфізм.

## Підвиди
Виділяють сім підвидів:

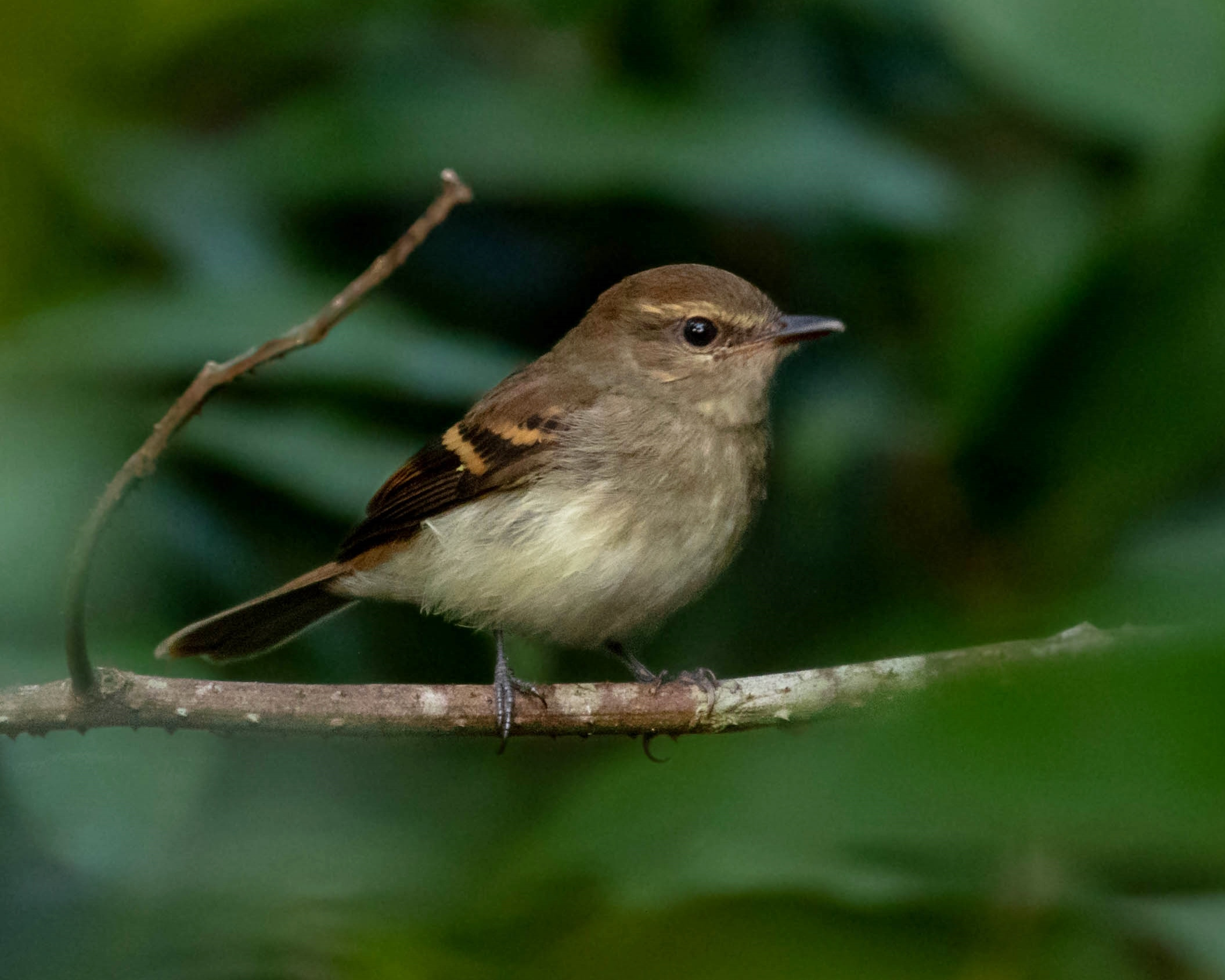
Бурий москверо (Ріу-Бранку, Акрі, Бразилія)

- C. f. cabanisi (Leotaud, 1866) — північна і східна Колумбія, північно-західна і північна Венесуела, Тринідад і Тобаго;
- C. f. duidae Zimmer, JT, 1938 — південь Амасонасу (Венесуела) і північно-західна Бразилія (верхів'я Ріу-Неґру);
- C. f. fumosus (Berlepsch, 1908) — Гвіана і північно-східна Бразилія (на північ від Амазонки і на схід від Ріу-Бранку);
- C. f. fuscatior (Chapman, 1926) — південно-західна Венесуела (захід Апуре), південно-східна Колумбія, схід Еквадору і Перу та центральна Бразилія (на південь від Амазонки і на схід від Токантіна);
- C. f. beniensis Gyldenstolpe, 1941 — північна Болівія (департаменти Пандо і Бені);
- C. f. bimaculatus (d'Orbigny & Lafresnaye, 1837) — центральна Болівія, південна і східна Бразилія, Парагвай і північна Аргентина (від Жужуя і Сальти до Коррієнтеса);
- C. f. fuscatus (Wied-Neuwied, 1831) — південно-східна Бразилія (від східної Баїї до штату Ріу-Гранді-ду-Сул) і північно-східна Аргентина (Місьйонес).

## Поширення і екологія
Бурі москверо живуть у вологих і сухих рівнинних тропічних лісах, на болотах, в галерейних лісах і чагарникових заростях. Зустрічаються на висоті до 1100 м над рівнем моря. Живляться комахами, яких ловдять в підліску та в чагарниках. В кладці 3 яйця.